# 807 TCN
807 TCN là một năm trong lịch La Mã.